# Communautair Bureau voor plantenrassen
Het Communautair Bureau voor plantenrassen (Engels: Community Plant Variety Office, CPVO; Frans: Office communautaire des variétés végétales, OCVV) is een agentschap van de Europese Unie, gevestigd in Angers (Frankrijk). Het werd op 1 september 1994 opgericht en ving zijn werkzaamheden aan op 27 april 1995.
Het bureau draagt zorg voor de uitvoering van een regeling ter bescherming van kwekersrechten, een vorm van intellectueel eigendomsrecht met betrekking tot plantenrassen.
Het bureau functioneert nagenoeg op dezelfde wijze als het Bureau voor intellectuele eigendom van de Europese Unie: het verstrekt industriële eigendomsrechten voor nieuwe plantenrassen. Deze rechten gelden gedurende een periode van 25 of 30 jaar.